# Ostichthys trachypoma
Ostichthys trachypoma là một loài cá biển thuộc chi Ostichthys trong họ Cá sơn đá. Loài này được mô tả lần đầu tiên vào năm 1859.

## Từ nguyên
Từ định danh trachypoma được ghép bởi hai âm tiết trong tiếng Hy Lạp cổ đại: trākhús (τραχύς; "gồ ghề, sần sùi") và pôma (πῶμα, "nắp đậy"), hàm ý đề cập đến các gai lởm chởm trên nắp mang của loài cá này.

## Phân bố
Từ bang New York, O. trachypoma được phân bố dọc bờ biển Hoa Kỳ đến bang Louisiana; từ Florida Keys xuống phía nam đến Đại Antilles; và từ bang Campeche (México) dọc theo bờ biển Caribe và Nam Mỹ đến Maceió (Brasil). Loài này được tìm thấy ở vùng nước có độ sâu khoảng 37–550 m.

## Mô tả
Chiều dài cơ thể lớn nhất được ghi nhận ở O. trachypoma là 20 cm. Thân có màu đỏ nhạt, ánh bạc ở bụng. Có các hàng sọc ngang màu đỏ và trắng xen kẽ (sọc đỏ thường hẹp hơn) dọc hai bên lườn; sọc đỏ của cá con chỉ tập trung ở thân trên.
Số gai ở vây lưng: 12; Số tia vây ở vây lưng: 13; Số tia vây ở vây ngực: 14–16; Số gai ở vây bụng: 1; Số tia vây ở vây bụng: 7; Số vảy đường bên: 28–30.